# Igor Stravinski
Igor Fjodorovič Stravinski (rus. И́горь Фёдорович Страви́нский, Igor' Fëdorovič Stravinskij; Oranienbaum, 17. lipnja 1882. – New York, 6. travnja 1971.), je bio ruski skladatelj ukrajinskog porijekla kojeg danas mnogi, i na zapadu i u njegovoj rodnoj domovini, smatraju najutjecajnijim skladateljem glazbe XX. stoljeća. Bio je utjelovljenje kozmoplitskog Rusa kojeg je časopis TIME imenovao kao jednog od najutjecajnijih ljudi prošloga stoljeća. U dodatku priznanjima koje je dobio za svoje skladbe, zadobio je slavu i kao dirigent i kao pijanist, najčešće na premijerama vlastitih mu djela.
Skladateljska karijera Igora Stravinskog značajna je zbog njezine stilsitičke promijenjivosti. Međunarodnu slavu prvo je zadobio sa svoja tri baleta, koja je naručio Sergej Djagilev, a čiji ih je Ballets Russes i praizveo. Tri baleta su Žar-ptica (1910.), Petruška (1911.) i Posvećenje proljeća (1913.). Posvećenje proljeća, čija je premijera izazvala pobunu, preobrazila je način na koji su kasniji skladatelji gledali ritmičku strukturu. Do danas, njegova vizija poganskih rituala oživljenih u imaginarnoj prapovijesnoj Rusiji očarava i oduševljava publike.
Nakon ruske faze, za vrijeme 1920-ih Stravinski se okreće neoklasicizmu. Djelima iz ovog perioda namjera je bila korištenje tradicionalnih glazbenih formi (concerto grosso, fuga, simfonija), često sakrivajući plašt intenzivnih emocija ispod površine koja je ostavljala dojam odvojenosti i jednostavnosti i često je odavala počast glazbi ranijih majstora kao što su Johann Sebastian Bach, Giuseppe Verdi, Petar Iljič Čajkovski i drugi.
Za 1950-ih adaptirao je serijske procedure, koristeći nove tehnike tijekom zadnjih 20 godina svog života da piše djela koja su kraća i više ritmična, harmonična i strukturalno kompleksnija od njegove ranije glazbe. Unatoč njihovoj kompleksnosti, ova djela dijele karakteristike sa svim prijašnjim djelima Igora Stravinskog. Ritmička energija, konstrukcija proširenih melodičkih ideja iz malih struktura kompromirajući samo dvije ili tri note, te čistoća forme, instrumentacije i ekspresije.
Stravinski je bio i pisac, i kompilirao je, uz pomoć Alexisa Rolanda-Manuela, teoretsko djelo Poetika glazbe, u kojem je rekao poznatu rečenicu da je glazba nesposobna da "izrazi išta drugo osim same sebe". Mnogi intervjui u kojima je Stravinski razgovarao s Robertom Craftom izdani su kao knjiga nazvana Razgovori s Igorom Stravinskim. Njih dvoje surađivali su na još 5 izdanja tijekom sljedećih desetljeća.

## Životopis

### Ukrajina
Šira obitelj Igora Stravinskog porijeklom je iz zapadne Ukrajine, točnije Volinije. Njegov otac Fjodor Stravinski rođen je u središnoj Ukrajini odnosno Černigovskoj guberniji u sklopu tadašnjeg Ruskog Carstva, i imao je jak profesionalni utjecaj na svog sina Igora već od samog djetinjstva. Fjodor je završio svoje glazbeno obrazovanje u Nižinu, a nakon toga od 1873. radi kao profesionalni bas pjevač u Kijevu. Od 1876. zaposlen je kao ravnatelj u Marijanskom kazalištu, također u Kijevu. U Ukrajini se danas nalazi više muzeja posvećenih umjetniku Igoru Stravinskom i njegovoj obitelji. Posebno je zanimljiv muzej otvoren u gradu Lucku koji prikazuje kulturno-glazbenu povezanost Stravinskog i Ukrajine.

### Rusija
Igor Fjodorovič Stravinski rođen je 17. lipnja 1882. u Oranienbaumu (od 1948. Lomonosov), a djetinjstvo je proveo u Sankt-Peterburgu. Njegovo djetinjstvo, kako piše u svojoj autobiografiji, u emotivnom smislu nije bilo bajno: "Nikad nisam sreo nikoga tko je stvarno nešto osjećao prema meni." Zahvaljujući ocu Fjodoru, mladi Igor rano je započeo sa satovima klavira, a kasnije je učio glazbenu teoriju i okušao se u skladanju. Godine 1890. Stravinski je gledao izvedbu Uspavane ljepotice Petra Čajkovskog u Mariinskome. Izvedba, koja je ujedno bila njegov prvi susret s orkestrom, potpuno ga je očarala. U dobi od 14 godina usavršio je Mendelssohnov koncert za klavir u G-molu, a sljedeće godine završio je skraćenu, klavirsku verziju jednog gudačkog kvarteta Aleksandra Glazunova.
Unatoč svojem entuzijazmu prema glazbi, njegovi roditelju su od njega očekivali da postane odvjetnik. Stravinski je upisao pravo u St. Petersburgu, no profesija mu je bila dosadna, te je u 4 godine studija prisustvovao na manje od 50 predavanja. Nakon smrti njegova oca 1902., Stravinski je sve više pažnje posvećivao svojim glazbenim studijama. Stravinski je diplomu na pravnom fakultetu dobio 1907. i nakon toga je mogao sve svoje vrijeme posvetiti glazbi. Na savjet Nikolaja Rimski-Korsakova, koji je tada vjerojatno bio vodeći ruski skladatelj, odlučio se ne upisati na St. Peterburški konzervatorij. Umjesto toga, 1905. je započeo privatno učenje (dva puta tjedno) kod Rimski-Korsakova, koji mu je postao kao drugi otac.
Te iste godine, zaručio se sa svojom rođakinjom Katerinom Nosenko, koju je poznavao od ranog djetinjstva. Vjenčali su se 23. siječnja 1906., te su u roku od dvije godine dobili dvoje djece – sina Feodora (1907.) i kći Ludmilu (1908.).
Godine 1909., njegov Vatromet je izveden u Sankt-Peterburgu, gdje ga je čuo Sergej Djagilev, šef Ballets Russesa u Parizu. Djagilev je bio dovoljno impresioniran djelom da je odmah angažirao Stravinskog da mu napiše orkestracije, a kasnije i cijelovečernji balet – Žar-pticu.

### Švicarska
Stravinski je 1910. otputovao u Pariz kako bi gledao premijeru Žar-ptice. Nedugo zatim pridružila mu se i njegova obitelj, te su odlučili da će ostati na zapadu jedno vrijeme. Preselio se u Švicarsku, gdje je ostao do 1920., i to, izmjenično, u mjestima Clarens i Lausanne. U tom periodu, skladao je još 3 djela za Ballets Russes – Petrušku (1911.), napisanu u Lausannei, Posvećenje proljeća (1913.) i Pulcinellu, oba napisana u Clarensu.
Dok je obitelj Stravinski boravila u Švicarskoj, rođen je njihov drugi sin, Soulima (1910.), i njihova druga kći, Marija Milena (1913.). Tijekom zadnje trudnoće, otkriveno je da Katerina boluje od tuberkuloze, te je smještena u švicarski sanatorij na njegu. Nakon kratkog povratka u Rusiju u srpnju 1914. da pokupi materijale za Vjenčanje, Stravinski je napustio svoju domovinu i vratio se u Švicarsku tik prije početka rata. U Rusiju se nije vratio skoro cijelih 50 godina.

### Francuska
Godine 1920. preselio se u Francusku. Nakon kratkog boravka u blizini Pariza, on i njegova obitelj preselili su se na jug Francuske gdje su ostali do 1934., kada se ponovno vraćaju u Pariz gdje se smještaju u rue Fabourg St.-Honoré. Stravinski je kasnije rekao da mu je to bila posljednja i najtužnija europska adresa na kojoj je boravio. Dok je tu boravio, tuberkuloza njegove supruge prešla je na njegovu najstariju kći Ludmilu i na njega samoga. Ludmila je preminula 1938., a Katerina sljedeće godine. Dok je Stravinski boravio u bolnici, gdje je liječen 5 mjeseci, preminula mu je i majka. Stravinski je već tada imao kontakte u SAD-u. Tada je radio na simfoniji u C-molu za Čikaški simfonijski orkestar i pristao je predavati na Harvardu tijekom školske godine 1939./1940. Kada je u rujnu izbio rat, otputovao je u SAD. Na početku je živio u Hollywoodu, no 1969. seli se u New York.

### Sjedinjene Američke Države
Stravinski je nastavio sa životom u SAD-u od 1939. pa sve do smrti 1971. Državljanstvo je dobio 1945. Priča kako ga je dobio dosta je zanimljiva. Kada je s 58 godina došao SAD i otišao u ured za dobivanje državljanstva, službenik ga je pitao za prezime. Stravinski je rekao da se prezima Stra-vin-ski pazeći na naglasak svakog sloga. Kada je službenik zapisao prezime, nasmiješio se i rekao: Znate, mogli biste ga i promijeniti. Stravinski se navikao na život u Francuskoj, no preseljenje u SAD u dobi od 58 godina bila je velika promjena. Jedno vrijeme držao je krug prijatelja emigranata iz Rusije, no eventualno je shvatio da to neće ograditi njegov intelektualni i profesionalni život u SAD-u. Kada je planirao napisati operu s Wystanom Hughom Audenom, potreba da se bolje upozna s engleskim jezikom poklopila se s njegovim susretom s dirigentom i glazbenikom Robertom Craftom. Craft je živio sa Stravinskim sve do skladateljeve smrti, te mu je pomagao kao interpretator, kroničar, pomoćni dirigent i pomagač u mnogim glazbenim i socijalnim zadacima.
Godine 1962., Stravinski je pristao na poziv natrag u rodnu Rusiju da bi odradio seriju koncerata, no ostao je emigrant baziran čvrsto na Zapadu.
Igor Fjodorovič Stravinski preminuo je 6. travnja 1971. u New Yorku u 88. godini života, a pokopan je na venecijanskom groblju San Michele. Njegov grob nalazi se u blizini groba njegovog dugogodišnjeg suradnika Sergeja Djagileva. Život Igora Stravinskog obuhvatio je većinu XX. stoljeća, uključujući i mnoge njegove moderne stilove klasične glazbe, a sam Stravinski je utjecao na mnoge skladatelje tijekom svog života, ali i nakon njega. Stravinski ima zvijedzu na Hollywoodskoj stazi slavnih na 6340 Hollywood aveniji, a postumno je dobio Grammya za životno djelo 1987.

## Osobnost
Stravinski je prezentirao neiscrpnu želju da istražuje umjetnost, književnost i život. Ta želja se manisfestirala u dosta njegovih pariških kolaboracija. Ne samo da je bio principalni skladatelj za Djagilevljev Ballets Russes, nego je surađivao i s umjetnicima kao što su Pablo Picasso (Pulcinella), Jean Cocteau (Edipus rex) i George Balanchine (Apollon Musagète).
Relativno niskog rasta i ne baš posebno zgodan, Stravinski je svejedno bio fotogeničan, kako mnoge slike pokazuju. Iako je njegov brak s Katerinom izdržao 33 godine, njegova prava ljubav koja je ostala s njim do njegove smrti, i s kojom s oženio nakon Katerinine smrti je Vera de Bosset. Iako je bio zloglasni ženskar (čak se govori da je imao afere s osobama iz visokog društva kao što je Coco Chanel), Stravinski je bio i obiteljski čovjek koji je dosta svog vremena posvetio svojim sinovima i kćerima. Jedan od njegovih sinova, Soulima Stravinski, je također skladatelj, no malo je znan u usporedbi s njegovim ocem.
Kada je Stravinski upoznao Veru za vrijeme 1920-ih, ona je bila u braku sa slikarom i dizajnerom Sergejom Sudejkinom, no ona i Stravinski su ubrzo započeli aferu što je dovelo do Verinog napuštanja njezinog supruga. Od tada pa do smrti njegove supruge Katerine uzrokovane rakom 1939., Stravinski je vodio dvostruki život, provodeći dio svog vremena s obitelji, a ostatak slobodnog vremena s Verom. Nakon Katerinine smrti, Stravinski se vjenčao s Verom u Bedfordu 9. ožujka 1940. Za to vrijeme, oboje su napustili Francusku i otišli u SAD kako bi se sakrili od Drugog svjetskog rata. Stravinski se odselio 1939., a Vera 1940.
Zaštita nikad nije bila predaleko. Za ranih 1920-ih, Leopold Stokowski, je omogućio Stravinskome potporu kroz pseudonimnog "donatora". Stravinski je također bio u mogućnosti da privuče komisije: većina njegovih djela nakon Žar-ptice napisana su za posebne prigode i dobro su plaćena.
Stravinski se pokazao podoban za igranje uloge "svjetskog čovjeka", dobivši izoštren instinkt za biznis i nastupajući hladnokorvno i opušteno u mnogim velikim svjetskim gradovima. Pariz, Venecija, Berlin, London i New York su ugostili Stravinskog i kao pijanista i kao dirigenta. Većina ljudi koji su ga poznavali kroz poslovne dogovore oko izvedbi tvrdili su da je bio pristojan, obziran i spreman pomoći. Na primjer, Otto Klemperer, koji je dobro poznavao Arnolda Schönberga, je rekao da je Stravinski uvijek bio bolji i lakši za suradnju. No u to vrijeme, Stravinski je obilježio nepoštovanje prema onima za koje je bio da su bili socijalno iznad njega: Robert Craft se sramio njegovog običaja da lupa žlicom o staklo i viče u restoranu kako bi zadobio pozornost.
Stravinskijev ukus u književnosti bio je velik, i uvijek je težio ka nečemu novom. Tekstovi i literarni izvori za njegova djela započeli su s periodom interesta u ruski folklor, pa na klasične autore i latinsku liturgiju, s kojih je prešao na francuske mu suvremenike (André Gide u Persefoni) i na koncu na engleske književnike kao što su Wystan Hugh Auden i Thomas Stearns Eliot i srednjovjekovnu englesku književnost. Na kraju svog života, u svoje djelo Abraham i Isak ubacio je i hebrejsku skripturu.

## Stilistički periodi
Većina djela Igora Stravinskog može se svrstati u tri stilistička perioda u koje se njegova karijera može podijeliti.

### Ruski period
Prvi od značajnijih stilskih perioda Igora Stravinskog (isključujući neka manja ranija djela) je označen s tri baleta koje je napisao za Sergeja Djagileva. Ovi baleti imaju dosta sličnih karakteristika: napisane su za jako velik orkestar, koriste ruske narodne teme i motive i nose znakove imaginativnih nota i instrumentacije Rimski-Korsakova. Unatoč ovome, pokazuju znatan stilistički razvoj: od stliskih nacrta Rimski-Korsakova iz Žar-ptice, pa do važnosti bitonalnosti u Petruški, te sve do brutalnih polifonskih disonanca u Posvećenju proljeća.
Prvi od ovih baleta, Žar-ptica, je značajan po svom neobičnom uvodu (12/8 mjera u nižim basovima) i velikoj orkestraciji. I Petruška je distinktivnno napisana, te je prvi Stravinskijev balet koji se bazira na narodnoj mitologiji. No tek je treći balet, Posvećenje proljeća, smatran apotezom Stravinskijevog "ruskog perioda". U baletu, Stravinski se osvrće na brutalnost poganske Rusije, reflektirajući te dojmove u loše narisanim, bockajućim motivima koji se ponavljaju u cijelom djelu. Djelo ima podosta poznatih prijelaza, no dva su posebno važna: uvodna tema koju svira fagot sa svojim najvišim notama i veliki, osmonotni motiv kojeg sviraju gudala uz pratnju roga.
Kako je Stravinski rekao o premijerama, njegova namjera je bila da ih sve "pošalje k vragu". U tome je i uspio: godine 1913. premijera Posvećenja proljeća izazvala je najpoznatiju pobunu publike u povijesti glazbe.
Ostala važnija djela iz ovog perioda su: Le Rossignol, Renard (1916.), Vojnikova priča (1918.) i Vjenčanje (1923.).

### Neoklasični period
Sljedeća faza u Stravinskijevoj karijeri, koja je malo zasjenila prijašnju, obilježena je s dva djela: Pulcinella (1920.) i Oktet za puhačke instrumente (1923.). Oba djela sadrže ono što je postalo glavna kvaliteta ovog perioda, tj. Stravinskije povratak na klasicističku glazbu Mozarta, Bacha i njihovoh suvremenika. Taj "neoklasicistički" stil uključivao je napuštanje velikih orkestara koje su zahtijevali baleti. U tim djelima, napisanih u periodu od 1920-ih pa do 1950-ih, Stravinski se uglavnom okreće puhačkim instrumentima, klaviru, te vokalnoj i komornoj glazbi. Simfonije puhačkih instrumenata i simfonija psalama su među najboljim djelima napisanih za puhala.
I druga djela, kao oratorij Oedipus rex (1927.), Apollon Musagète (1928.) koncert Dumbartonski hrastovi (1937. – 1938.), nastavljaju ovaj trend.
Neka veća djela iz ovog perioda su 3 simfonije: Simfonija psalama (1930.), Simfonija in C (1940.) i Simfonija u tri stavka (1945.). Apolon, Persefona (1933.) i Orfej (1947.) također označavaju Stravinskijevu zabrinutost, tijekom ovog perioda, o vraćanju ne samo na klasicističku glazbu, nego i na klasicističke teme: u ovim djelima, mitoligija antičkih Grka.
Vrhunac ovog perioda je opera Život razvratnika. Završena je 1951., i nakon izvedbi u Metropolitanu 1953., skoro je ignorirana. Izvedena je u Santefeškoj operi u njezinoj godini otvaranja (1957.), sa samim Stravinskim prisutnim. Ta izvedba označila je skladateljevu dugogodišnju suradnju s opernom kućom. Ova opera, napisana prema libretu Wystana Hugha Audena i temljena na djelima Williama Hogartha, kondenzira sve što je Stravinski usvaršio u posljednjih 20 godina. Glazba je direktna, no čudna. Posuđuje elemente klasicističke tonalne harmonije, no upliće i iznenađujuće disonance. Ona sadrži Stravinskijev neritmički zaštitni znak i vraća se na opere i teme Claudia Monteverdija, Christopha Willibalda Glucka i Wolfganga Amadeusa Mozarta.
Nakon završetka opere, Stravinski nikad nije napisao više nijedno neoklasično djelo, nego je radio na djelima koja će obilježiti njegov posljednji, stilistički, period.

### Serijalistički period
Tek nakon smrti Arnolda Schönberga 1951. Stravinski počinje koristiti dodekafoniju, sustav od 12 tonova, koju je Schönberg razvio u svojim djelima. Stravinski je imao pomoć pri razumijevanju i prebacivanju na dodekafoniju od strane svog suradnika i prijatelja Roberta Crafta, koji je već davno zastupao promjenu. Sljedećih 15 godina provedene su u pisanju djela tim stilom.
Stravinski je s dodekafonijom prvi put ekspermentirao u manjim vokalnim djelima kao što su Kantata (1952.), Tri pjesme prema Shakespeareu (1953.) i In Memoriam Dylan Thomas (1954.). Canticum Sacrum (1955.) je njegovo prvo djelo u kojem je koristio serije u cijelom djelu. Stravinski je kasnije proširio korištenje dodekafonije na djela bazirana uglavnom na biblijskom tekstovima, kao što su Threni (1958.), Propovijed, pripovijest i molitva (1961.) i Poplava (1962.).
Važno tranzicijsko djelo iz ovog perioda je zapravo povratak Igora Stravinskog na ono što mu je donijelo svjetsku slavu – balet. Agon je balet za 12 plesača kojeg je Stravinski pisao između 1954. i 1957. Neki dijelovi Agona ponovno sakupljaju "blijedi" tonalitet neoklasičnog perioda, dok drugi (npr. Bransle veseli) izlažu njegovu jedinstvenu reinterpretaciju serijalističkog perioda. Taj balet je kao mala enciklopedija Igora Stravinskog, koja sadrži mnoge njegove zaštitne znakove koji se provlače kroz mnoga njegova djela, bila ona primitivistička, naoklasicistička ili serijalistička. Ti znakovi su: ritmička odstupanja i eksperimentiranje, harmonijska domišljatost i školovano uho za majstorsku orkestraciju. Ove karakterisike su ono što djelo Igora Stravinskog čini jedinstvnim u usporedbi s djelom njegovih suvremenika na području serijalističke glazbe.

## Utjecaj i doprinos
Djelo Igora Stravinskog obuhvaća mnoge kompozicijske stilove, revolucioniziranu orkestraciju, mnoge glazbene žanrove, praktički renoviranu baletnu formu i kombinaciju mnogih kultura, jezika i književnosti. Kao posljedica, njegov utjecaj na skladatelje i za njegova života i nakon njegove smrti bio je, i je, značajan.

### Skladateljske inovacije
Stravinski je počeo razmišljati o ponovnom korištenju motiva i ostinata već u Žar-ptici, no korištenje tih elementa procvjetalo je tek u Posvećenju proljeća.
Motivski razvoj, tj. korištenje određene glazbene fraze koja je kasnije promijenjena i razvijena tijekom djela, vuče svoje korijene iz sonatne forme iz Mozartovog vremena. Prvi veliki inovator ove metode bio je Ludwig van Beethoven. Poznati "sudbinski motiv" koji otvara 5. simfoniju i ponavlja se u djelu u iznenađujućim i osvježavajućim mutacijama je klasičan primjer. No, Stravinskijevo korištenje motivskog razvoja je jedinstveno po načinu na koji je on mutirao svoje motive. U Posvećenju proljeća predstavlja aditivne mutacije, to jest, oduzimanje ili dodavanje note motivu bez žaljenja zbog promjena u mjeri.
Isti balet značajan je i zbog svog intenzivnog korištenja ostinata. Poznati prijelaz, kako je zapisano gore, je osmonostni ostinato za gudala uz pratnju osam rogova koji se događa u odlomku Plesovi mladih djevojaka. Ovo je možda prvi događaj u glazbi u kojem prošireni ostinato nije korišten ni za varijaciju, ni kao popratna melodija. U drugim raznim vremenima u djelu Stravinski okomi dva ostinata jedan protiv drugog ne mareći za harmoniju i tempo, stvorivši pastiš, neku vrstu glazbene ekvivalente kubističkoj slici. Ovi prijelazi nisu značajni samo zbog svoje pastišne kvalitete, nego iz zbog duljine: Stravinski ih tretira kao cijela i kompletna glazbena djela.
Ovakve tehnike su na nekoliko desetljeća zasjenile minimalistička djela skladatelja kao što su Terry Riley i Steve Reich.

### Neoklasicizam
Stravinski nije bio prvi zagovornik neoklasicizma. Njemački skladatelj Richard Strauss je jedan od ranijih primjera, (skladao je mozartijansku operu Der Rosenkavalier 1910., kada je Stravinski tek započinjao sa svojim ruskim periodom, a zanimljivo je da su noviji proučavatelji Straussa negirali da je Rosenkavalier neoklasično djelo) dok su drugi, kao Max Reger, skladali u Bachovom stilu puno prije nego što je Stravinski počeo skladati u tom periodu. Neoklasični stil će kasnije biti adaptiran od strane mnogih skladatelja kao nešto drugačije od Dariusa Milhauda i Aarona Coplanda. Sergej Prokofjev je jednom otpilio Stravinskog zbog njegovih neoklasičnih manirizama, iako suosjećajno, jer je sam Prokofjev koristio takav stil u svojoj 1. klasičnoj simfoniji iz 1916./1917.
Stravinski je korištenje novog stila najavio 1923. sa svojim Oktetom za puhala. Čiste harmonije vraćaju slušatelja natrag u klasični stil Mozarta i Bacha, a jednostavnije kombinacije ritma i melodije bile su direktan odgovor namjernim kompleksnostima Druge Bečke škole. Moguće je da su, prethodno Stravinskome, drugi skladatelji, kao Erik Satie, koristili slične ili iste metode, no Stravinski je bio puno utjecajniji. Aaron Copland, na primjer, je skladao svoj balet Appalachian spring po uzoru na Stravinskog.
Do kasnih 1920-ih i 1930-ih, neoklasicizam je postao naširoko prihvaćan moderni žanr glazbe. Ironično je da je sam Stravinski utjecao na pad popularnosti naoklasicizma sa svojom operom Nemoralnikov napredak, dovršenom 1951. Napisan putpuno u klasičnom stilu, glazbeni jezik opere je naširoko izkritiziran da je previše staromodan, čak i od strane onih koji su samo tri desetljeća prije navelike hvalili neoklasicizam.

### Citati i pastiš
Kako korištenje glazbenih citata nije ni na koji način bilo novo, Stravinski je skladao djela koja elaboriraju na individualnim djelima ranijih skladatelja. Primjer ovoga je njegova Pulcinella iz 1920., u kojoj je kao izvorni materijal koristio glazbu Giovannia Battiste Pergolesija, dijelom je izvorno citirajući, a dijelom je izmjenjujući. Tu tehniku je usavršio 1928. u baletu Vilin poljubac, koja je bazirana (najviše na klavirskim djelima) Petra Iljiča Čajkovskog.
Kasniji primjeri glazbenih aranžmana uključuju korištenje Schubertove Cirkus polke (1942.) i pjesme Sretan rođendan ti u Prijateljskom preludiju (1955.)

### Korištenje narodnog materijala
U XX. stoljeću postojali su skladatelji koji su skupljali i uvećavali svoju narodnu glazbu i koristili je u svojim djelima. Istaknutiji primjeri su Béla Bartók i Zoltán Kodály. No u Posvećenju proljeća vidimo da Stravinski ponovno doprinosi u svom korištenju narodnih materijala. On te materijale skida do njihovih najosnovnijih obrisnih linija, samo melodija, i često ih izobliči do neprepoznatljivosti s dodatnim notama, inverzijama, diminucijama i drugim tehnikama. To je napravio tako dobro, da su tek u novijim studijama, kao što je Stravinski i ruske stradicije Richarda Taruskina, analitičari otkrili originalni izvorni materijal za neke dijelove glazbe iz Posvećenja proljeća.

### Orkestralne inovacije
Kasno XIX. i rano XX. stoljeće bilo je idealno vrijeme za orkestralne inovacije. SKladatelji kao Anton Bruckner i Gustav Mahler su uvelike hvaljeni zbog njihove vještine pisanja za osrednje. Na njih je utjecalo proširenje tradicionalnog klasičnog orkestra od strane Richarda Wagnera kroz njegovo korištenje velikih sila i neobičnih instrumenata.
Stravinski je nastavio sa svojim romantičarskim pisanjem za velike orkestralne sile, posebito u ranijim baletima. No, kada se sve više udaljavao od ove tendencije, počeo je s predstavljanjem jedinstvenih kombinacija za instrumente. Na primjer, u Vojnikovoj priči sile korištene su klarinet, fagot, kornet, trombon, kontrabas i udaraljke. Ta kombinacija je u ono vrijeme (1918.) bila izuzetno šokantna. To kombiniranje distinktnih boja zvuka će skoro postati kliše u klasičnoj glazbi nakon Drugog svjetskog rata. Stravinski je bio jedan od prvih skladatelja koji je skladao za dva fagota, i to među velikom orkestralnom paletom Posvećenja proljeća.
Još jedna značajna inovacija orkestralne tehnike koja se djelomično može pripojiti Stravinskom je iskorištavanje najekstremnijih mogućnosti instrumenata. Najpoznatiji prijelaz je uvod Posvećenja proljeća, gdje Stravinski koristi najekstremnije mogućnosti fagota da bi simulirao simbolično "buđenje" proljetnog jutra.
Važno je spomenuti da su i skladatelji kao Anton Webern, Alban Berg i Arnold Schönberg proučavali neke od ovih orkestralnih i instrumentalnih tehnika na početku XX. stoljeća. Ipak, njihov utjecaj na buduće generacije je izjednačen, ako ne i uvećan, s utjecajem Igora Stravinskog.

## Kritike
Erik Satie je napisao članak o Stravinskome koji je 1922. izdan časopisu Vanity Fair. Satie je Stravinskog prvi put upoznao 1910. Satievo ponašanje prema Stravinskome obilježeno je poštovanjem, kako se može vidjeti iz pisama koje mu je pisao 1922., pripremajući se za članak za Vanity Fair. S malim dodatkom ironije, završio je jedno pismo: "Ja vam se divim: zar vi niste Veliki Stravinski? Ja sam samo mali Erik Satie." U izdanom članku, Satie je tvrdio da je mjerenje "veličine" nekog umjetnika u usporedbi s drugim umjetnicima, ako se govori o nekoj "istini", iluzija: svaki glazbeni komad treba se suditi prema vlastitoj mu vrijednosti, a ne da se uspoređuje s djelima drugih skladatelja. To je upravo napravio Jean Cocteau, kada je nezadovoljno komentirao o Stravinskome o njegovom djelu Arlekinski pijetao iz 1918.
"Svi znakovi indiciraju snažnu reakciju protiv noćne more buke i ekcentričnosti koji su bili jedni od ostavština rata... Što je postalo od djela koja su sačinjavala program Stravinskijevog koncerta koji je stvarao takve emocije par godina prije ? Praktički sve to je već na polici, i ostat će tamo sve dok par neurotika ne dobiju potrebu da se nahrane pepelom i napune svoj trbug istočnim vjetrom." – (Musical Times, London, listopad 1923., citirano u: Slonimski, 1953.)
Skladatelj Constant Lambert je 1936. procijenio da djela kao što su Vojnikova priča sadrže "esencijalno hladnokrvnu apstrakciju". Nastavlja, govreći da su "melodični fragmenti iz Vojnikove priče sami kompletno beznačajni. Oni su samo niz nota koje se konvencionalno mogu podijeliti u grupe od tri, pet ili sedam i ponovno sastaviti prema drugim matematičkim grupama", a candenta za solo bubanj je "glazbena čistoća... postignuta raznim vrstama glazbene kastracije.". Uspoređujući Stravinskojev izbor "najblijeđih i najneznačajnijih fraza", s rečenicom Gertrude Stein: "Svaki dan su bili veseli, svaki dan su redovito bili veseli", ("Helen Furr i Georgine Skeene", 1922.), "čiji je efekt bio jednako cijenjen jednako i u osoba koji engleski jezik uopće ne razumiju."
U svojoj knjizi Filozofija moderne glazbe (1948.), Theodor Adorno naziva Stravinskog akrobatom, civilnim službenikom, krojačevom lutkom, zrelim, psihotičnim, djetinjastim, fašistom i čovjekom žednim zarade. Dio skladateljeve greške, kako Adorno kaže, je bio njegov neoklasicizam, ali ponajviše njegov "pseudomorfizam slikarstva", svirajući le temps espace (prostor), a ne le temps durée (duracija) Henrija Bergsona. "Jedan trik karakterizira sve Stravinskijeve formalne pokušaje: trud njegove glazbe je da portretira vrijeme kao na cikruskom panou i da prezentira vremenske komplekse kao da su prostorni. No, taj trik se ubrzo sam iscrpi." Njegove "ritmičke procedure blisko sliče shemi transnih stanja. U određenim shizofrenijama, proces kod kojeg motor postaje neovisan vodi do beskrajnog ponavljanja gestura ili riječi, kojem usljeđuje truljenje ega."

## Snimke
Stravinski je snimke smatrao vrlo praktičnim i korisnim sredstvima za sačuvanje njegovih misli o interpretaciji vlastite mu glazbe. Kao dirigent vlastite glazbe, snimke je uglavnom stvarao za Columbia Records, počevši 1928. s izvedbom originalne suite iz Žar-price i završavajući 1967. suitom iz 1945. iz istog baleta. Za vrijeme 1940-ih napravio je par snimki za RCA Records u Los Angelesu.

## Djela
Vidi Popis djela Igora Stravinskog
Iako je Stravinski najpoznatiji po svojim scenskim djelima, točnije baletima, njegov stvarateljski opus obuhvaća sve glazbene vrste.